# سارايان آباد
سارايان آباد هي بلدة في مقاطعة كاغان في ولاية بخارى في أوزبكستان.